# (11759) Sunyaev
(11759) Sunyaev (4075 P-L) – planetoida z pasa głównego asteroid okrążająca Słońce w ciągu 3,78 lat w średniej odległości 2,43 j.a. Odkryta 24 września 1960 roku.